# Мая Гоук
Мая Рей Турман Гоук (англ. Maya Ray Thurman Hawke; нар. 8 липня 1998) — американська акторка та модель. Дочка акторів Уми Турман і Ітана Гоука. Відома на екрані як Джо Марч в адаптації 2017 «Маленькі жінки» і Робін Баклі у третьому сезоні «Дивні дива».

## Дитинство та освіта
Мая Гоук народилася 8 липня 1998 року, в Нью-Йорку. Старша з двох дітей, народжених в акторів Ітана Гоука та Уми Турман. Її батьки зустрілися на знімальному майданчику «Гаттаки», одружилися в травні 1998 року і розлучилися у 2005 році. Брат Маї народився 2002 року. Також у неї є дві зведені сестри від другої дружини батька Раян Шог'юз. Від колишнього чоловіка її матері, Арпада Бассона у Маї є інша зведена сестра.
З боку її батька Гоук — пра-правнучка драматурга Теннессі Вільямса. З боку матері вона — онука буддійського дослідника Роберта А. Ф. Турмана та моделі Нени фон Шлебрюгге. Мати Шлебрюгге, Бірґіт Голмквіст, також була моделлю, позувавши для статуї Акселя Еббе (швед. Famntaget), що знаходиться в селищі Смиґегук (швед. Smygehuk) у Швеції.
У Гоук у дитинстві проявилась дислексія, яка призвела до частої зміни шкіл, перш ніж вона поступила в школу Святої Анни (приватна установа в Брукліні, Нью-Йорк). Також вона вчилася в школі виконавчих мистецтв Джульярд протягом одного року, перш ніж була змушена покинути навчання через роль у фільмі «Маленькі жінки».

## Кар'єра
Модельна кар'єра
Гоук знімалася для Vogue на початку своєї кар'єри. Вона також була обрана особою Британського ритейлера модного AllSaints's 2016/2017. Брала участь в рекламі Calvin Klein, дебютувала на показі Tom Ford F/W'18.
Акторська кар'єра
2017 року Гоук дебютувала в ролі Джо Марч у мінісеріалі «Маленькі жінки». У 2019 році з'явилася в третьому сезоні «Дивні дива» в ролі Робін. Гоук також знялася у фільмі «Одного разу в Голлівуді».

## Фільмографія

### Фільми
| Рік  |    | Українська назва                   | Оригінальна назва                        | Роль                |
| ---- | -- | ---------------------------------- | ---------------------------------------- | ------------------- |
| 2018 | ф  |                                    | Ladyworld                                | Ромі                |
| 2019 | ф  | Одного разу в Голлівуді            | Once Upon a Time in Hollywood            | «Дитя квітів»       |
| 2019 | ф  | Людський капітал                   | Human Capital                            | Шеннон              |
| 2019 | кф | Експеримент з пам'яттю: Кеті Акер  | Memory Xperiment: Kathy Acker            | Кеті Акер           |
| 2020 | ф  | Мейнстрім                          | Mainstream                               | Френкі              |
| 2021 | ф  | Італійські студії                  | Italian Studies                          | Ерін                |
| 2021 | ф  | Вулиця страху, Частина перша: 1994 | Fear Street Part 1: 1994                 | Гізер               |
| 2022 | ф  | Зробімо помсту                     | Do Revenge                               | Елеонора            |
| 2023 | ф  | Місто астероїдів                   | Asteroid City                            | Джун Дуглас         |
| 2023 | ф  | Маестро                            | Maestro                                  | Джеймі Бернстайн    |
| 2023 | ф  | Дика кішка                         | Wildcat                                  | Фланнері О'Коннор   |
| 2023 | ф  | Кімната вбивств                    | The Kill Room                            | Грейс               |
| 2024 | мф | Думками навиворіт 2                | Inside Out 2                             | Тривога (озвучення) |
| 2026 | ф  | Голодні ігри: Схід сонця на Жнива  | The Hunger Games: Sunrise on the Reaping | Вайрес              |

### Серіали
| Рік       |    | Українська назва                    | Оригінальна назва            | Роль                                |
| --------- | -- | ----------------------------------- | ---------------------------- | ----------------------------------- |
| 2017      | с  | Маленькі жінки                      | Little Women                 | Джо Марч (3 епізоди)                |
| 2019—2025 | с  | Дивні дива                          | Stranger Things              | Робін Баклі (3-5 сезони)            |
| 2020      | с  | Птах доброго Господа                | The Good Lord Bird           | Енні Браун (епізод "Meet the Lord") |
| 2023—2025 | мс | Місячна дівчинка та Динозавр диявол | Moon Girl and Devil Dinosaur | Безодня (3 епізоди)                 |

## Дискографія

### Студійні альбоми
- Blush (2020)
- Moss (2022)
- Chaos Angel (2024)

### Сингли
| Рік  | Назва                         | Альбом      | Пос.        |
| ---- | ----------------------------- | ----------- | ----------- |
| 2019 | "To Love a Boy" / "Stay Open" | —           | [ 6 ] [ 7 ] |
| 2020 | "By Myself"                   | Blush       | [ 8 ]       |
| 2020 | "Coverage"                    | Blush       | [ 9 ]       |
| 2020 | "So Long"                     | Blush       |             |
| 2020 | "Generous Heart"              | Blush       | [ 10 ]      |
| 2021 | "Blue Hippo"                  | —           | [ 11 ]      |
| 2022 | "Thérèse"                     | Moss        | [ 12 ]      |
| 2022 | "Sweet Tooth"                 | Moss        | [ 13 ]      |
| 2022 | "Luna Moth"                   | Moss        | [ 14 ]      |
| 2023 | "Coming Around Again"         | —           | [ 15 ]      |
| 2024 | "Missing Out"                 | Chaos Angel | [ 16 ]      |